# Homalotylus platynaspidis
Homalotylus platynaspidis är en stekelart som beskrevs av Hoffer 1963. Homalotylus platynaspidis ingår i släktet Homalotylus och familjen sköldlussteklar.
Artens utbredningsområde är:
- Bulgarien.
- Tjeckien.
- Slovakien.
- Kazakstan.
- Spanien.
- Armenien.
- Turkmenistan.
- Tadzjikistan.
- Moldavien.
- Uzbekistan.
- Kroatien.

Inga underarter finns listade i Catalogue of Life.